# Robert M. Pirsig
Robert Maynard Pirsig (Minneapolis, 6 settembre 1928 – South Berwick, 24 aprile 2017) è stato uno scrittore e filosofo statunitense.
È celebre soprattutto per il suo primo libro, Lo Zen e l'arte della manutenzione della motocicletta (1974), che, pubblicato quasi per scommessa da una piccola casa editrice, vinse il premio Guggenheim Fellowship e divenne in poco tempo un best seller; narra il viaggio in motocicletta di un uomo e suo figlio attraverso gli Stati Uniti d'America e contemporaneamente delinea alcuni elementi della metafisica della qualità, un sistema filosofico che Pirsig svilupperà più analiticamente nella sua seconda opera, Lila: un'indagine sulla morale (1991). Entrambi i piani di narrazione sono fortemente autobiografici, e un ruolo importante nella struttura narrativa del romanzo svolge anche il riferimento ad avvenimenti estremamente dolorosi della vita di Pirsig, soprattutto l'esperienza dell'elettroshock.

## Biografia
Nasce a Minneapolis da Maynard Pirsig, d'origine tedesca e da Harriet Marie Sjobeck, d'origine svedese. Fu un bambino precoce, con un quoziente d'intelligenza, all'età di 9 anni, pari a 170. Questo fatto assieme alla balbuzie gli creò difficoltà a scuola. Pirsig fu ammesso all'Università del Minnesota nel 1943, e dopo essere stato costretto a ritirarsi e aver prestato servizio militare in Corea, ritornò negli Stati Uniti dove conseguì il diploma universitario nel 1950. Frequentò l'Università induista di Benares in India per approfondire ulteriormente la filosofia orientale. Nel 1954 sposò Nancy Ann James, e la coppia ebbe un figlio, Chris, nel 1956, e un secondo figlio, Theodore (Ted) nel 1958.
Mantenendosi con lavori precari e insegnando l'inglese alle matricole, Pirsig tra il 1960 e il 1963 trascorse parecchi periodi in clinica per un grave esaurimento nervoso; fu curato anche con l'elettroshock. Nel 1978 Pirsig divorziò e sposò nello stesso anno Wendy Kimball. La coppia nel 1981 ebbe una figlia, Nell.
Pirsig ha pubblicato poche cose oltre a questi due importanti libri e ha sempre cercato di evitare la vita pubblica, solcando frequentemente l'Oceano Atlantico in barca, dopo aver vissuto in vari luoghi degli Stati Uniti, della Svezia e dell'Inghilterra. 
Nel 1979 il primo figlio di Pirsig, Chris — suo principale compagno di viaggio nel romanzo "Lo Zen e l'arte della manutenzione della motocicletta" — a 23 anni fu accoltellato a morte nel corso di una rapina a San Francisco.
Pirsig morì nella sua casa di South Berwick, nel Maine, il 24 aprile 2017 a 88 anni.

## Opere
- Lo Zen e l'arte della manutenzione della motocicletta (Zen and the art of motorcycle maintenance) (1974), Milano, Adelphi, 1981
- Lila: un'indagine sulla morale (Lila) (1991), Milano, Adelphi, 1992
- "Sulla qualità ("On quality") (2022), Milano,Adelphi, 2024